# Министерство национальной обороны Китайской Народной Республики
Министерство национальной обороны Китайской Народной Республики (кит. упр. 国防部, пиньинь Guófángbù) —министерство, находящееся в подчинении Государственного совета КНР. Министерство было создано решением 1-й сессии Всекитайского собрания народных представителей в 1954 году.

## Организационная структура

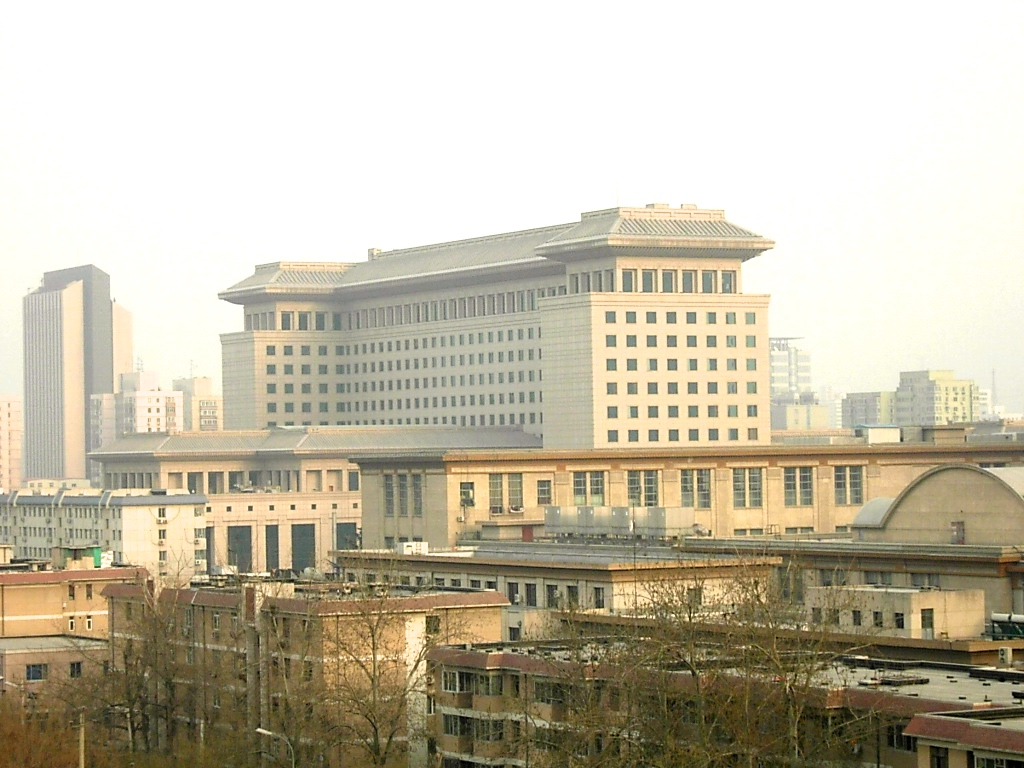
Комплекс зданий Министерства национальной обороны в Пекине (2006)

- Главная служба
- Служба иностранных дел
- Миротворческая служба
- Служба призыва

## Список министров национальной обороны
- маршал Пэн Дэхуай (1954—1959)
- маршал Линь Бяо (1959—1971)
- маршал Е Цзяньин (1975—1978)
- маршал Сюй Сянцянь (1978—1981)
- генерал Гэн Бяо (1981—1982)
- генерал Чжан Айпин (1982—1988)
- генерал Цинь Цзивэй (1988—1993)
- генерал Чи Хаотянь (1993—2003)
- генерал Цао Ганчуань (2003—2008)
- генерал Лян Гуанле (2008—2013)
- генерал Чан Ваньцюань (2013—2018)
- генерал Вэй Фэнхэ (2018—2023)
- генерал Ли Шанфу (2023)
- адмирал Дун Цзюнь (с 2023)